# Purpurbakterien
Die Einteilung der Lebewesen in Systematiken ist kontinuierlicher Gegenstand der Forschung. So existieren neben- und nacheinander verschiedene systematische Klassifikationen. 
Das hier behandelte Taxon ist durch neue Forschungen obsolet geworden oder ist aus anderen Gründen nicht Teil der in der deutschsprachigen Wikipedia dargestellten Systematik.
Unter der Bezeichnung Purpurbakterien werden heute alle obligat oder fakultativ phototroph lebenden Proteobakterien (Pseudomonadota) zusammengefasst. Sie bilden keine monophyletische Gruppe, sondern enthalten Vertreter aus den Klassen der Alpha-, Beta- und Gammaproteobacteria. Ihre für die Photosynthese verwendeten Pigmente (Bakteriochlorophylle und Carotinoide) waren namengebend und verleihen den Purpurbakterien eine auffällige, meist rötliche bis rotbraune Färbung. Ältere Literatur dagegen verwendet die Bezeichnung „Purpurbakterien“ oft synonym für alle Proteobakterien. Dies ist heute nicht mehr üblich.
Die Purpurbakterien führen stets eine anoxygene Photosynthese aus, bei der im Gegensatz zur oxygenen Photosynthese von Cyanobakterien und Pflanzen kein Sauerstoff entsteht. Purpurbakterien sind meist sogar obligate Anaerobier. Die Bakterien verfügen nur über ein Photosystem. Sie benötigen für die Photosynthese deshalb Elektronendonoren, deren Redoxpotential niedriger liegt als das von Wasser.
Man unterscheidet zwischen Schwefelpurpurbakterien (Thiorhodaceen) und Nichtschwefelpurpurbakterien (Athiorhodaceen). Die Purpurbakterien sind von den ebenfalls phototrophen Grünen Schwefelbakterien, den thermophilen Grünen Nichtschwefelbakterien und den Cyanobakterien (Blaugrünbakterien, auch „Blaualgen“ genannt) zu unterscheiden.

## Schwefelpurpurbakterien

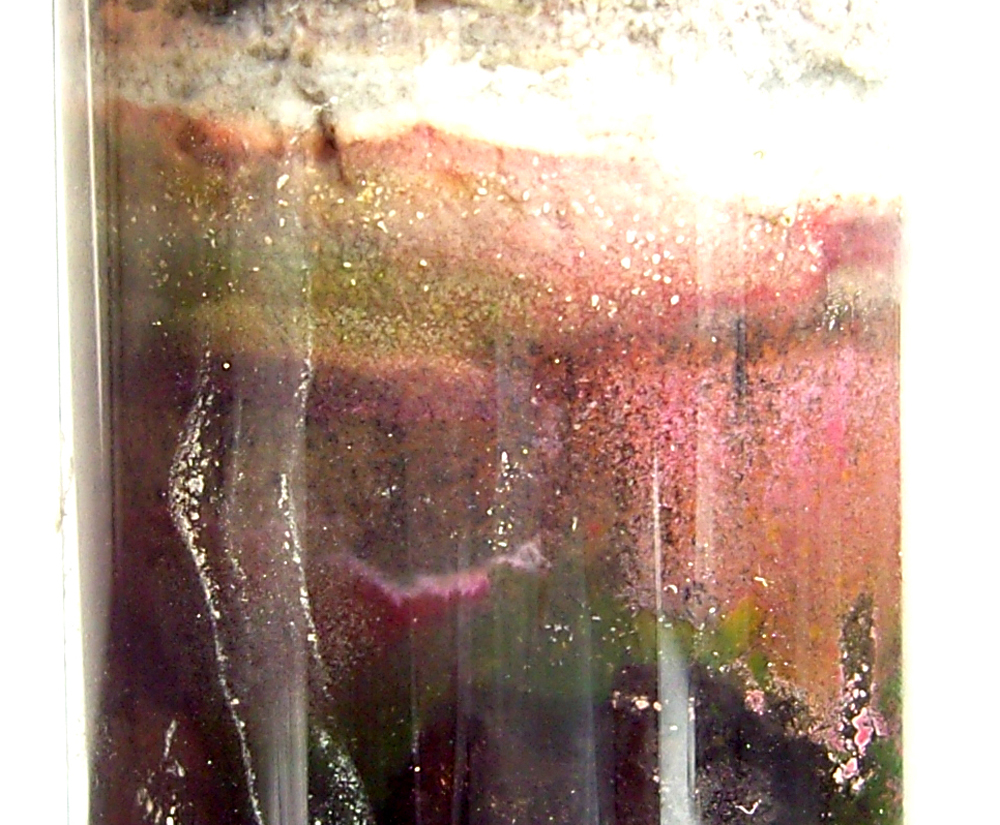
Schwefelpurpurbakterien angereichert in einer Winogradsky-Säule

Die Schwefelpurpurbakterien werden aus den zwei Familien Ectothiorhodospiraceae und Chromatiaceae (beide in der Ordnung Chromatiales) gebildet. Sie verwenden Schwefelwasserstoff (H2S) bzw. Sulfid-Ionen (S2−) an Stelle von Wasser (H2O) als Elektronendonator für die Reduktion von CO2, weshalb auch kein Sauerstoff freigesetzt wird. Bei der Oxidation von Sulfid entsteht stattdessen elementarer Schwefel, den die Bakterien in Form von Schwefelkugeln im Zellinneren, im periplasmatischen Raum oder im Außenmedium (extrazellulär) ablagern. Vertreter der Ectothiorhodospiraceae lagern die Schwefelkugeln stets extrazellulär, die dazugehörige Gattung Thiorhodospira allerdings sowohl intra- als auch extrazellulär ab.
Der gespeicherte Schwefel kann bei H2S-Mangel von den meisten Arten weiter zu Sulfat oxidiert werden. Viele Schwefelpurpurbakterien nutzen neben Sulfid oder elementarem Schwefel auch Thiosulfat oder Wasserstoff als Elektronendonator für die Photosynthese. Man findet diese Bakterien in sauerstoffarmen Gewässern oder sauerstoffarmen Wasserschichten von Seen, aber auch in Schwefelquellen. Bei optimaler H2S-Konzentration und Lichtintensität in bestimmten Wasserschichten oder am Boden flacher Gewässer können Schwefelpurpurbakterien zur „Blüte“ kommen und große Zelldichten erreichen. Viele Arten besitzen intrazelluläre Gasvesikel, mit deren Hilfe sie sich ohne größeren Energieaufwand in den für sie optimalen Wasserschichten aufhalten können. Einige Arten sind extrem halophil und verleihen neben einigen Archaeen Salz- und Natronseen die auffällige rötliche Farbe.
Schwefelpurpurbakterien können auch in meromiktischen Seen (Seen ohne Durchmischung) in der Übergangszone zwischen der oberen aeroben und der unteren anaeroben Schicht existieren, was in einer 2021 veröffentlichten Studie am Beispiel des Lago Cadagno im Tessin nachgewiesen wurde. Die Verhältnisse dort stellen nach Ansicht der Autoren ein Modell für ozeanische Verhältnisse zur Zeit des Proterozoikums dar.
Gattungen der Schwefelpurpurbakterien siehe unten.

## Nichtschwefelpurpurbakterien
Die Nichtschwefelpurpurbakterien sind physiologisch sehr vielfältig. Sie gehören stets den Alpha- oder Betaproteobacteria an und sind in der Lage, Photosynthese mit verschiedenen – darunter auch organischen – Verbindungen als Elektronendonoren zu betreiben. Man findet hier den ungewöhnlichen Stoffwechseltyp der Photoheterotrophie. Anders als ihr Name vermuten lässt, können viele Arten aber auch Sulfid – also eine Schwefelverbindung – als Elektronendonor für die Photosynthese verwenden. Die Fähigkeit der phototrophen Sulfidoxidation wurde lange Zeit übersehen, weil bereits geringe Sulfidkonzentrationen (< 1 mM) für die Bakterien toxisch sind. Manche Vertreter sind in der Lage, bei Lichtmangel durch Atmung oder auch Gärung zu wachsen. Die meisten Nichtschwefelpurpurbakterien können Stickstoff fixieren.
Gattungen der Nichtschwefelpurpurbakterien siehe unten.

## Gattungen

### Gattungen der Schwefelpurpurbakterien
Gattungen und einige der zurzeit beschriebenen Arten der Schwefelpurpurbakterien (alle gehören zu den Gammaproteobacteria):
| Gattung               | Arten | Morphologie                                                                                                |
| --------------------- | --- | --- |
| Allochromatium        | Allochromatium vinosum, Allochromatium minutissimum, Allochromatium warmingii                                                | kurze oder lange Stäbchen, polar begeißelt                                                                 |
| Amoebobacter          | Amoebobacter purpureus | nicht aktiv sich bewegende, unregelmäßig geformte Kokken bis kurze Stäbchen, Gasvesikel                    |
| Chromatium            | Chromatium okenii, Chromatium weissei                                                                                        | kurze oder lange Stäbchen, polar begeißelt                                                                 |
| Ectothiorhodospira *1 | Ectothiorhodospira shaposhnikovii, Ectothiorhodospira mobilis, Ectothiorhodospira marina, Ectothiorhodospira haloalkaliphila | begeißelte, wendelförmige Bakterien (Spirillen), lagern Schwefel außerhalb der Zelle ab                    |
| Halochromatium        | Halochromatium salexigens, Halochromatium glycolicum                                                                         | extrem halophil, kurze oder lange Stäbchen, polar begeißelt                                                |
| Halorhodospira *1     | Halorhodospira neutrophila, Halorhodospira halophila, Halorhodospira halochloris                                             | extrem halophile Spirillen, lagern Schwefel außerhalb der Zelle ab                                         |
| Isochromatium         | Isochromatium buderi | kurze oder lange Stäbchen, polar begeißelt                                                                 |
| Lamprobacter          | Lamprobacter modestohalophilus                                                                                               | Stäbchen, Gasvesikel                                                                                       |
| Protococcus           | Protococcus roseopersicina                                                                                                   | veraltet (wg. Doppelvergabe): Lamprocystis; Kokken, kurze Stäbchen, polar, monotrich begeißelt, Gasvesikel |
| Marichromatium        | Marichromatium gracile, Marichromatium purpuratum                                                                            | kurze oder lange Stäbchen, polar begeißelt                                                                 |
| Rhabdochromatium      | Rhabdochromatium marinum | kurze oder lange Stäbchen, polar begeißelt                                                                 |
| Thermochromatium      | Thermochromatium tepidum | kurze oder lange Stäbchen, polar begeißelt                                                                 |
| Thiocapsa             | Thiocapsa roseopersicina, Thiocapsa rosea, Thiocapsa pendens                                                                 | Kokken, ohne aktive Bewegung                                                                               |
| Thiococcus            | Thiococcus pfennigii | Kokken |
| Thiocystis            | Thiocycstis gelatinosa, Thiocycstis minor, Thiocycstis violacea, Thiocycstis violascens                                      | Kokken, polar begeißelt                                                                                    |
| Thiodictyon           | Thiodictyon elegans, Thiodictyon bacillosum                                                                                  | nicht aktiv sich bewegende Stäbchen mit Gasvesikeln, bilden auf Oberflächen ein netzartige Kolonien        |
| Thiohalocapsa         | Thiohalocapsa halophila | Kokken |
| Thiolamprovum         | Thiolamprovum pedioforme | unregelmäßige, zusammenhängende Kokken, Gasvesikel                                                         |
| Thiopedia             | Thiopedia rosea | Kokken, ohne aktive Bewegung, Gasvesikel                                                                   |
| Thiorhodococcus       | Thiorhodococcus minor | Kokken |
| Thiorhodovibrio       | Thiorhodovibrio winogradskyi                                                                                                 | Spirillen                                                                                                  |
| Thiospirillum         | Thiospirillum jenense | Spirillen, polar begeißelt                                                                                 |

____

### Gattungen der Nichtschwefelpurpurbakterien
Die Gattungen der Nichtschwefelpurpurbakterien gehören zu den Alpha- oder Betaproteobacteria:
- Alphaproteobacteria

| Gattung          | Arten                      | Morphologie |
| ---------------- | -------------------------- | --- |
| Rhodobacter      | Rhodobacter capsulatus     | polar begeißelte Stäbchen, Teilung durch binäre Spaltung, auch Knospung kommt bei verschiedenen Arten vor                             |
| Rhodomicrobium   | Rhodomicrobium vannielii   | oval, Dicke 1,0–1,2 µm, peritrich begeißelt, bildet etwa 0,2 µm dicke Zellfäden, Vermehrung durch Knospung an den Enden der Zellfäden |
| Rhodopila        | Rhodopila globiformis      | Kokken, acidophil |
| Rhodopseudomonas | Rhodopseudomonas palustris | begeißelte Stäbchen, Teilung durch Knospung                                                                                           |
| Rhodoplanes      | Rhodoplanes roseus         | begeißelte Stäbchen, Teilung durch Knospung                                                                                           |
| Rhodobium        | Rhodobium orientis         | begeißelte Stäbchen, Teilung durch Knospung                                                                                           |
| Rhodospirillum   | Rhodospirillum rubrum      | polar begeißelte Spirillen |
| Rhodovibrio      | Rhodovibrio salinarum      | polar begeißelte Spirillen |
| Rhodothalassium  | Rhodothalassium salexigens | polar begeißelte Spirillen |
| Roseospira       | Roseospira mediosalina     | polar begeißelte Spirillen |
| Rhodospira       | Rhodospira trueperi        | polar begeißelte Spirillen |
| Rhodovulum       | Rhodovulum adriaticum      | ei- bis stäbchenförmig |
- Betaproteobacteria

| Gattung     | Arten                                              | Morphologie                                                                           |
| ----------- | -------------------------------------------------- | ------------------------------------------------------------------------------------- |
| Rhodocyclus | Rhodocyclus purpureus                              | gekrümmt, 2 Zellen bilden einen Ring, auch Spirillen-förmige Zellaggregate kommen vor |
| Rhodoferax  | Rhodoferax saidenbachensis                         | gekrümmte Stäbchen                                                                    |
| Rubrivivax  | Rubrivivax benzoatilyticus, Rubrivivax gelatinosus | gekrümmte Stäbchen                                                                    |